# Procanace canzonerii
Procanace canzonerii är en tvåvingeart som beskrevs av Wayne N. Mathis och Amnon Freidberg 1991. Procanace canzonerii ingår i släktet Procanace och familjen Canacidae.
Artens utbredningsområde är Kamerun. Inga underarter finns listade i Catalogue of Life.